# Caterina Campodonico

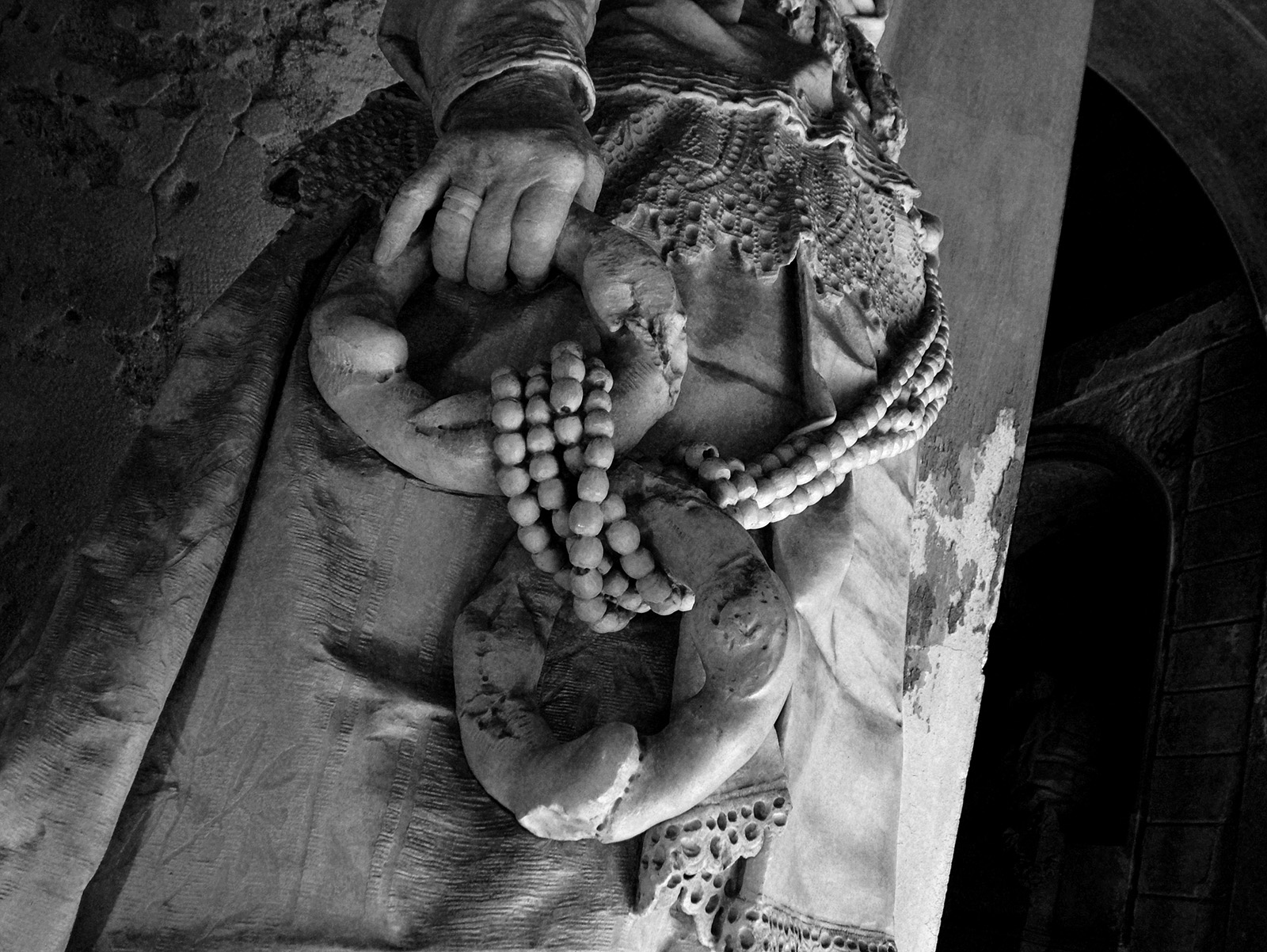
Détails de la sculpture.

Caterina Campodonico (Cattainin, en ligure), appelée aussi la Paesana ou la Nocciolaia, (Gênes 1804 - Gênes 7 juillet 1882), est une femme connue pour avoir économisé toute sa vie en vendant des colliers de noisettes et des Canestrelli dans divers sanctuaires pour se faire construire une sculpture funéraire dans le Cimetière monumental de Staglieno, sculpture qui est l'œuvre de Lorenzo Orengo (it) en 1881. Figée dans le marbre « pour l'éternité » parmi d'autres sculptures célèbres, elle est représentée de plain-pied avec beaucoup de réalisme et de minuties dans  les gestes quotidiens de son travail et dans ses derniers habits. À sa mort elle n'avait pas payé entièrement le sculpteur et le solde a été rassemblé par des donations populaires.
Elle est également connue pour avoir assisté gratuitement au premier rang à plusieurs premières d'opéras de Giuseppe Verdi. Il lui offrait ses places pour la remercier de lui avoir régulièrement donné des châtaignes quand il était étudiant et sans ressources.
L’épitaphe placée au pied de la statue est la suivante :
« En vendant des bibelots dans les Sanctuaires d'Acquasanta, de Garbo et de San Cipriano, défiant les intempéries, j'ai économisé honnêtement pour mes vieux jours et aussi pour m'immortaliser avec ce monument que moi, Caterina Campodonico (appelée la paesana), je me suis fait faire de mon vivant. Oh vous qui passez près de ma tombe, priez si vous le voulez pour ma paix. »

## Sources
- (es) Cet article est partiellement ou en totalité issu de l’article de Wikipédia en espagnol intitulé « Caterina Campodonico » (voir la liste des auteurs).